# Cuisine ligure
La cuisine ligure est pratiquée en Ligurie, un territoire encadré par la côte méditerranéenne et les Alpes, lesquelles ont fortement influencé la gastronomie régionale faite à base d'ingrédients simples qui la rendent particulièrement économique.

## Description
La cuisine de Ligurie est influencée par la proximité de la mer Méditerranée, des Alpes et des Apennins et le voisinage de la France facilite l'échange de spécialités. La Ligurie est une des plus petites régions d'Italie mais elle possède une forte densité de population et la cuisine est considérée comme très « économique ». Par sa position en bord de mer, le climat est doux et humide, de sorte que de nombreuses plantes communes comme la bourrache, les blettes et les épinards servent de remplissages dans les tartes et les pâtes feuilletées (tortelli). Les légumes servis souvent en minestrone sont mélangés entre autres avec fromage, œufs, noix de pin, pistaches. Le basilic est le plus utilisé parmi les plantes aromatiques, la préparation la plus célèbre est le pesto alla genovese.
Le port et la ville de Gênes ont une forte incidence pour la diffusion de la cuisine ligure à travers le monde.
La cuisine ligure est composée à base de fruits de mer avec les poissons et fruits de mer prélevés dans la mer de Ligurie. Parmi les poissons figurent majoritairement les sardines, les anchois, le maquereau, les orphies et parmi les crustacés, les crevettes et le homard.

## Principaux produits
- Huile d'olive extra vierge : l'olivier pousse facilement sur des terrains secs. L'huile extra vierge d'appellation d'origine protégée (AOP) au goût doux et piquant et au parfum fruité est obtenue de la première pression à froid des olives.
- Pesto alla genovese : composé de cinq ingrédients, soit basilic, pignons, fromage pecorino, ail et huile d'olive.
- Focaccia : un pain de forme plate cuit au four, généralement assaisonné avec de l'huile d'olive et du sel, avec des variantes aux herbes, agrémenté d'oignon, de fromage, de viande ou de légumes.
- Pandolce : gâteau à pâte levée dégusté à Noël comme gâteau de fête, un pain sucré farci de raisins secs.
- Trofie et trofiette : petites pâtes en zigzag de 1 à 2 cm, à base de farine et de pommes de terre, le plus souvent servies avec du pesto.
- Sciacchetrà : liqueur sucrée produite aux Cinque Terre à base de raisin des cépages (albarola, vermentino et bosco) qui sont vinifiés après un vieillissement et un affinement adaptés.
- Anchois : ces petits poissons sont au menu de pratiquement tous les repas ligures. Leur technique de salaison remonte au Moyen Âge. Ils sont consommés crus avec de la focaccia, cuisinés avec les pâtes, sur la pizza, en tian avec des pommes de terre.
- Farinata : la farinata originale (pois chiches) est cuite au feu de bois et se déguste tiède assaisonnée de poivre moulu. Il existe des variantes avec du fromage et des légumes.
- Salsa : une sauce crémeuse aux noix concassées avec un peu d'huile d'olive, utilisée comme condiment pour les raviolis aux herbes (pansotti) et les pâtes[3].
- Stoccafisso : merlan séché conservé dans le sel à la base de nombreuses recettes cuisinées avec des légumes.
- Les vins : la production viticole compte une vingtaine de vins d'appellation d'origine contrôlée (AOP). Vins blancs : vermentino, pigato, coronata ; vins rouges : rossese de Dolceacqua).

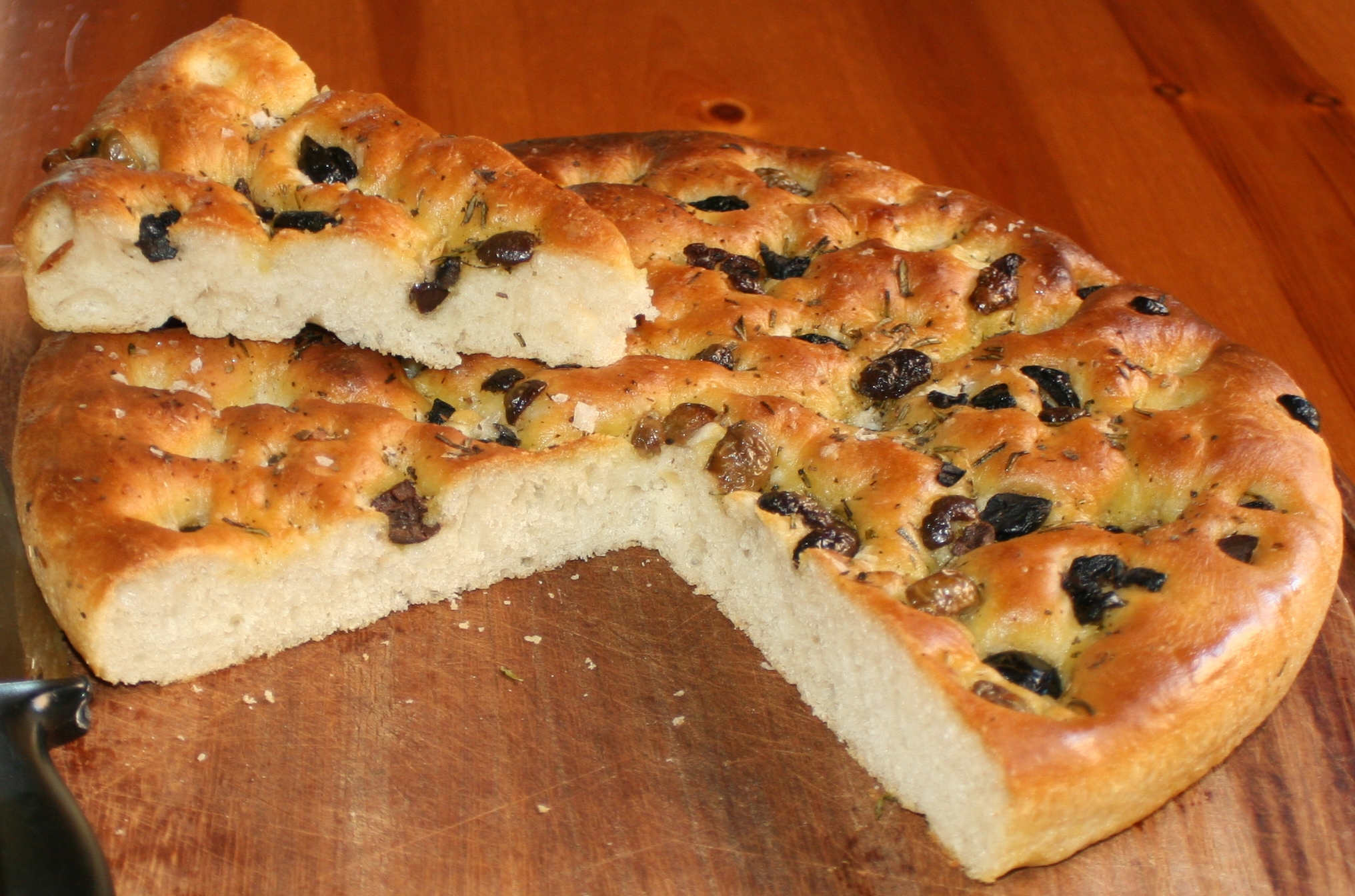
Focaccia aux olives.
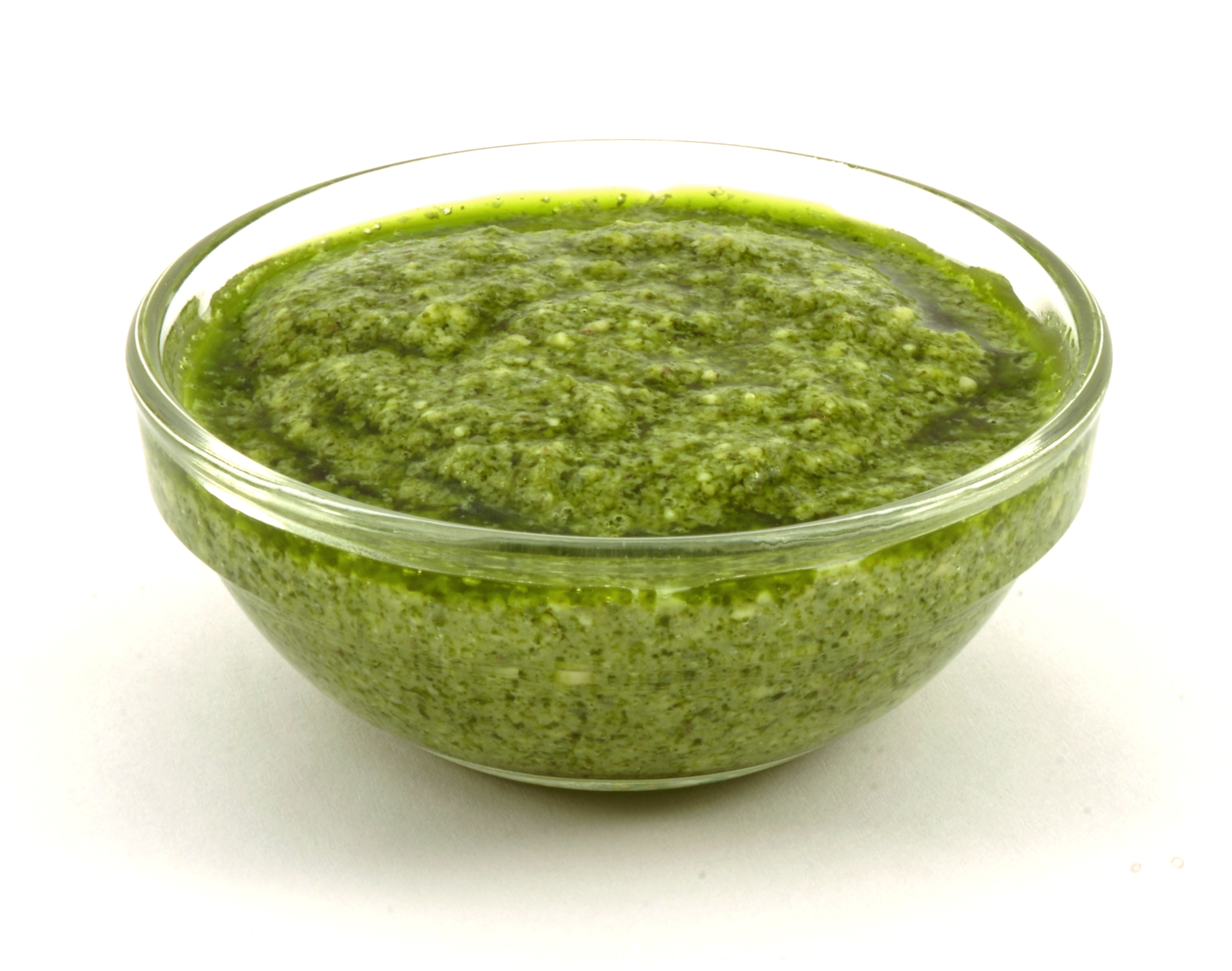
Pesto.
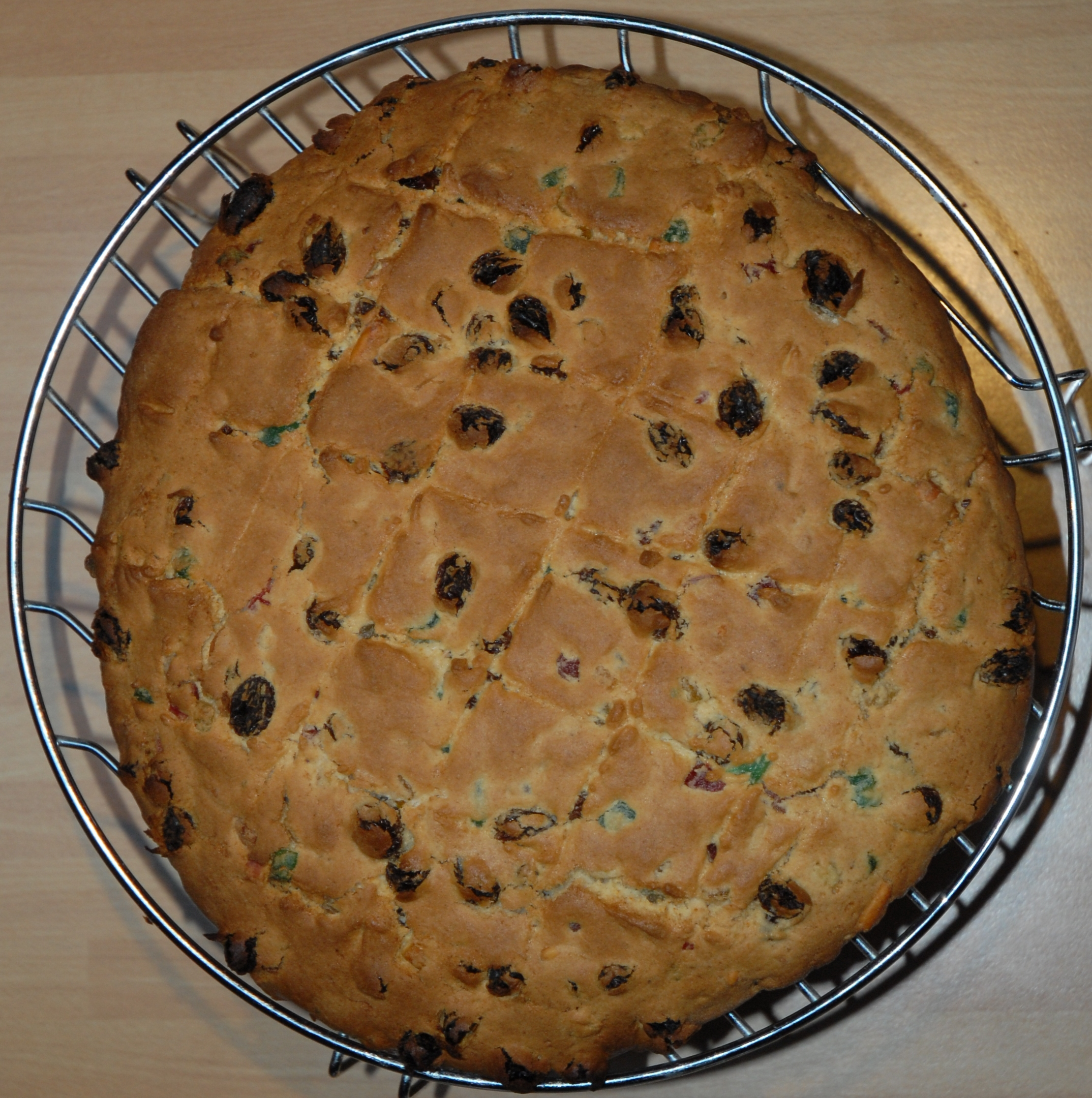
Pandolce.
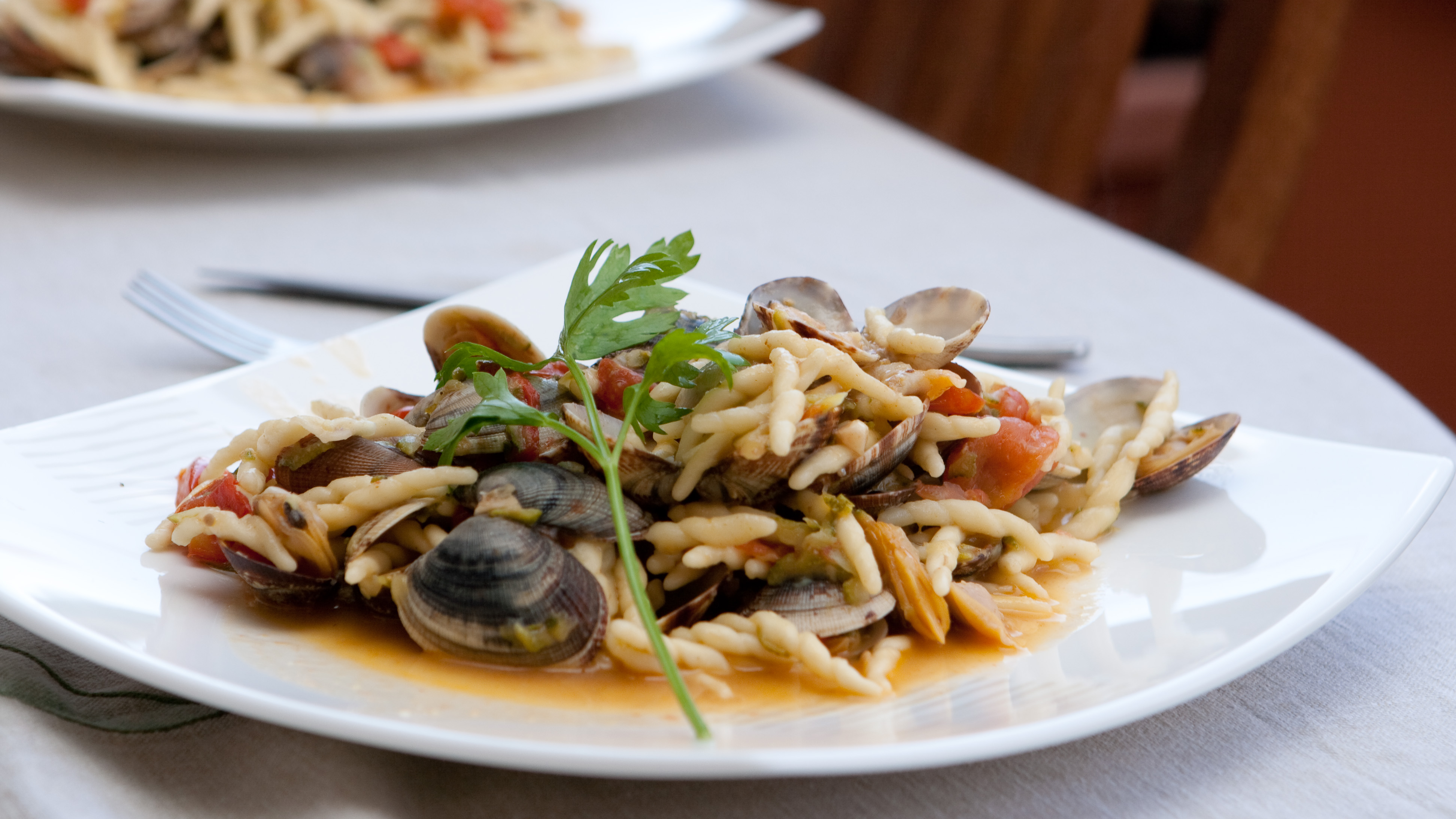
Trofie.
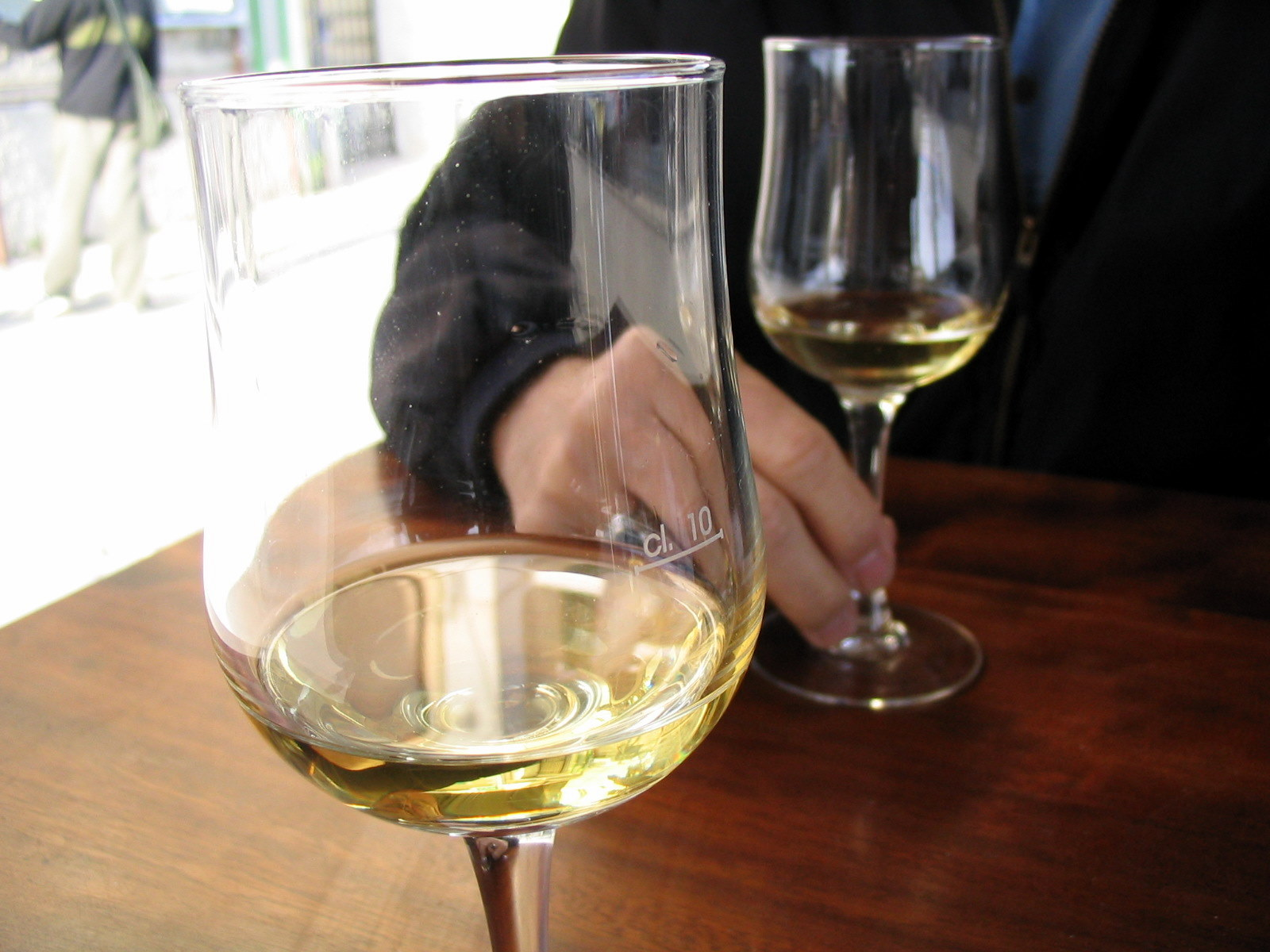
Vin blanc des Cinque Terre.